# Teruko Ōe
Teruko Ōe (jap. 大江 光子, Ōe Teruko; * 16. Juni 1969 in Kōge (heute: Yazu), Präfektur Tottori) ist eine ehemalige japanische Marathonläuferin.
1992 siegte sie beim Nagoya-Marathon in 2:31:04 h und setzte sich dabei mit fünf Sekunden Vorsprung gegen Mari Tanigawa durch. Im Jahr darauf kam sie an selber Stelle lediglich auf den elften Platz, obwohl sie mit 2:32:43 nur unwesentlich langsamer war.
Sie startete für das Firmenteam von Nippon Life Insurance.